# Brasão de armas de Cuba

Escudo de Cuba

O brasão de Cuba foi criado por Miguel Teurbe Tolón e adotado em 25 de abril de 1906, tem o formato de uma adarga ogival, composta de três espaços. No espaço superior aparece o mar. De cada lado, um à frente do outro, dois cabos ou pontas terrestres, entre as quais, fechando o estreito que formam, se estende de esquerda a direita uma chave dourada que simboliza a posição estratégica de Cuba entre as duas Américas, daí o nome “A chave do Golfo”. Ao fundo, o sol nascente, irradiando pelo céu sua luz simboliza o surgimento de uma nova vida.
Na parte inferior esquerda há cinco divisões de igual largura inclinadas da esquerda à direita. Três são azuis turquesa, representando a configuração geográfica da ilha na época colonial, e duas são brancas, situadas alternadamente.
Na parte inferior direita aparece a palmeira real, que representa a fidalguia e firme serenidade do povo cubano, à frente das montanhas, sob o céu tênue com nuvens de vários matizes.
O brasão é laureado por um feixe de varas cujo extremo inferior está unido por uma fita estreita de cor vermelha, cruzada em “X”, que sobressai por baixo do vértice da ogiva.
A coroa do feixe de varas sobressai pelo centro da parte superior do escudo unida por uma banda circular estreita e coberta por um gorro frígio, ambos de cor vermelha, com uma estrela branca de cinco pontas no centro. O lado esquerdo está ornado por um ramo de louro e o direito por um de carvalho. Os ramos se entrecruzam no extremo inferior do brasão por trás do feixe de varas.